# Puissance apparente rayonnée

Illustration de la puissance rayonnée isotrope effective

La puissance apparente rayonnée (PAR) est une mesure théorique standardisée de l'énergie des ondes radioélectriques émises par une antenne exprimée en watts ou en dBm P(dBm)= 10*log(P(mW)). Elle résulte de la puissance émise par l'amplificateur de l’antenne corrigée des gains et les pertes du système de transmission. La PAR prend en compte la puissance de sortie de l'émetteur, les pertes dues aux lignes, connecteurs et le gain de l'antenne.
La PAR est estimée pour le lobe principal d'émission en référence à une émission produite par une antenne dipôle idéale (dont le gain est généralement exprimé en dBd), contrairement à la PIRE qui est estimée en référence à une antenne isotrope idéale (dont le gain est généralement exprimé en dBi). Il est communément admis que le rapport entre la PAR et la PIRE est de 2,15 dB, du fait de l'écart de gain entre l'antenne dipôle idéale et l'antenne isotrope idéale : PIRE (dBm) = PAR (dBm) + 2,15.